# Guy de Laval (Brumor)
Pour les articles homonymes, voir Guy de Laval.
Guy de Montmorency-Laval, dit « Brumor » de Laval, mort après 1375, chevalier, seigneur de Challouyau (en Bourgogne : 1), Blaizon et Chemillé, fils de Foulques de Laval, et de Jeanne Chabot dite Jeanne de Retz « la Folle ».

## Biographie
Guy Brumor de Laval servit contre les Anglais ; il fut fait prisonnier par Guy de Graville, capitaine d'Évreux : Bertrand Du Guesclin ayant pris, en 1360, Guillaume de Graville, père de Guy, à la bataille de Cocherel, l'échangea pour Guy de Laval, son neveu.

### Grandes compagnies
Après avoir placé sur le trône Henri de Trastamare, les grandes compagnies rentrent en France. Une des compagnies pille Vire en 1368, puis conduite par Jehan Cercle et Folcquin Lallemant s'empare de Château-Gontier. En été 1369, la même troupe part assiéger La Roche-sur-Yon. Charles V de France demande au sire de Craon de s'y opposer. Ce dernier réunit une troupe nombreuse autour de Baugé, composée de nombreux seigneurs de Laval et des environs dont Brumor de Laval.

## Mariages et descendance
Il épouse Jeanne de Montmorency, dame de Blaison et de Chemillé (Chemellier, et non Chemillé), fille de Charles Ier de Montmorency, maréchal de France, sans postérité. Mais ses fiefs restent à son mari et à ses descendants du 2e lit.
Il épouse ensuite Tiphaine (ou Tiphanie) de Husson, dite aussi Étiennette, dame de Ducé, fille de Fralin de Husson, chevalier, seigneur de Champservon, et de Clémence du Guesclin, sœur du connétable Bertrand Du Guesclin.
De ce dernier mariage il a deux fils :
- Foulques II de Laval, seigneur de Challouyau, qui fut quelque temps sous la tutelle de sa mère Tiphanie de Husson, et qui mourut sans alliance en 1398 ;
- Guy II de Laval-Rais (mort en 1415), sire de Blaison, Chemillé et Challouyau, adopté pour héritier par sa cousine éloignée Jeanne Chabot dite Jeanne de Retz la Sage (morte en 1406), dont il reprend le nom de Retz (Rais à l'époque) et par laquelle il obtient des fiefs considérables au sud-ouest de Nantes. Il épousera Marie de Craon (morte en 1415) et aura deux fils :
  - Gilles de Rais (vers 1405-1440), maréchal de France, baron de Retz, seigneur de Machecoul,
  - René de Rais (vers 1414-1473), baron de Retz, seigneur de La Suze-sur-Sarthe.

## Armoiries
| Blason | Blasonnement : D'or, à la croix de gueules, chargée de cinq coquilles d'argent, et cantonnée de seize alérions d'azur ; au franc-canton d'argent au lion de gueules. |